# Sphoeroides trichocephalus
Sphoeroides trichocephalus is een  straalvinnige vissensoort uit de familie van kogelvissen (Tetraodontidae). De wetenschappelijke naam van de soort is voor het eerst geldig gepubliceerd in 1870 door Cope.
De soort staat op de Rode Lijst van de IUCN als niet bedreigd, beoordelingsjaar 2008.